# Taihang Shan

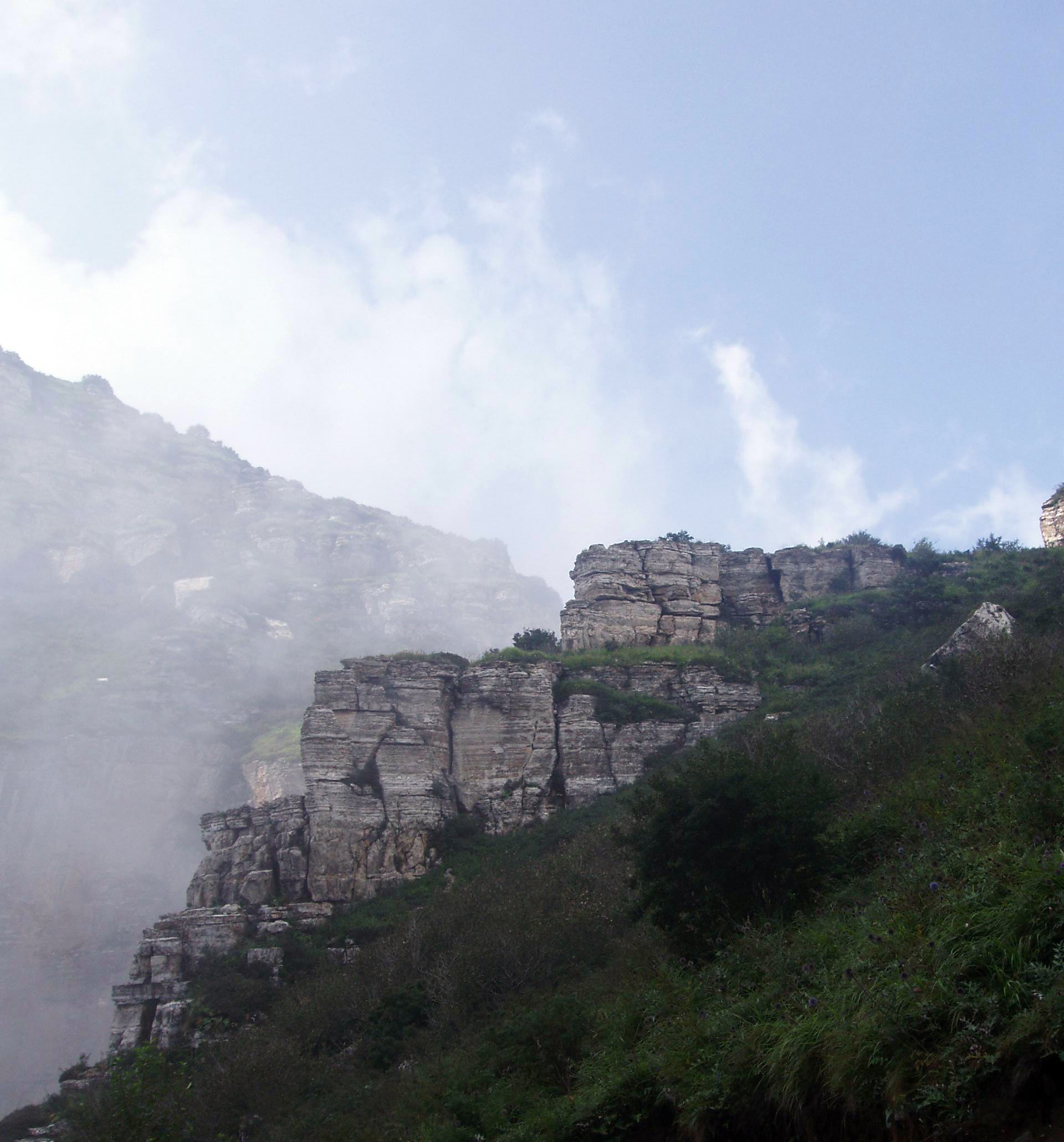
Taihang Shan

Taihang Shan (chiń. 太行山; pinyin Tàiháng Shān) – pasmo górskie we wschodnich Chinach. Rozciąga się południkowo na długości ok. 400 km i przebiega przez prowincje Henan, Hubei oraz Shanxi, ograniczając od zachodu Nizinę Chińską. Najwyższym szczytem gór jest leżący na zachód od Pekinu Xiao Wutaishan (2882 m n.p.m.). Pasmo zbudowane jest ze skał osadowych, gnejsów i granitów. Zachodnie stoki pasma są łagodne, natomiast wschodnie bardziej strome. Pasmo charakteryzuje się dużym rozczłonkowaniem. Jest to obszar wydobycia węgla kamiennego, azbestu i grafitu.